# Billete de mil pesos chilenos
El billete de mil pesos, conocido también como luca, es parte del sistema monetario chileno y se emite desde el 1 de abril de 1978. Es el billete de más baja denominación en producción desde que el billete de quinientos pesos fuera reemplazado por la moneda de la misma denominación en diciembre del año 2000. De color predominante verde, en su anverso se encuentra el retrato del militar Ignacio Carrera Pinto, y desde 2011 su reverso muestra las Torres del Paine.

## Historia

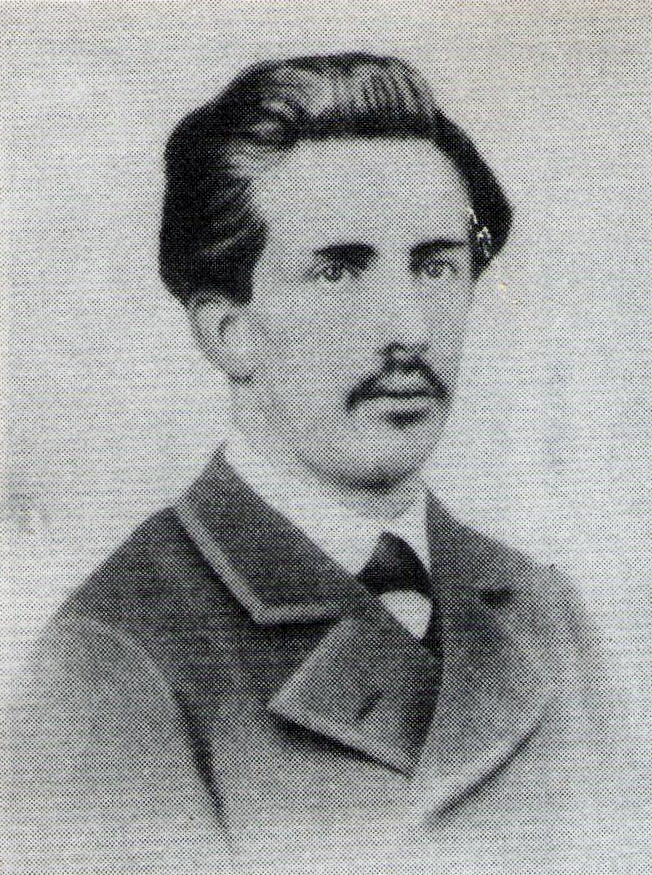
Ignacio Carrera Pinto (1848-1882). Su efigie aparece en el anverso del billete de mil pesos.

### Primer diseño
El billete de mil pesos fue introducido el 1 de abril de 1978, en marco de la conmemoración de los cien años del comienzo de la guerra del Pacífico. Fabricado en papel algodón, mide 145 mm de ancho y 70 mm de largo.
En su anverso muestra el retrato de Ignacio Carrera Pinto, capitán del batallón Chacabuco y héroe de la batalla de La Concepción, vistiendo el uniforme y quepis del Ejército de Chile. En el centro, rodeado de laureles, se encuentra una reproducción del ánfora que guarda los corazones de los cuatro oficiales chilenos muertos en combate, el capitán Carrera Pinto, y los subtenientes Julio Montt Salamanca, Arturo Pérez Canto y Luis Cruz Martínez, que se guarda en la Catedral Metropolitana de Santiago.
En su reverso se aprecia una reproducción del Monumento a los Héroes de la Concepción, realizado por la escultora Rebeca Matte, y ubicado en la Avenida Libertador General Bernardo O'Higgins de Santiago.

### Serie bicentenario

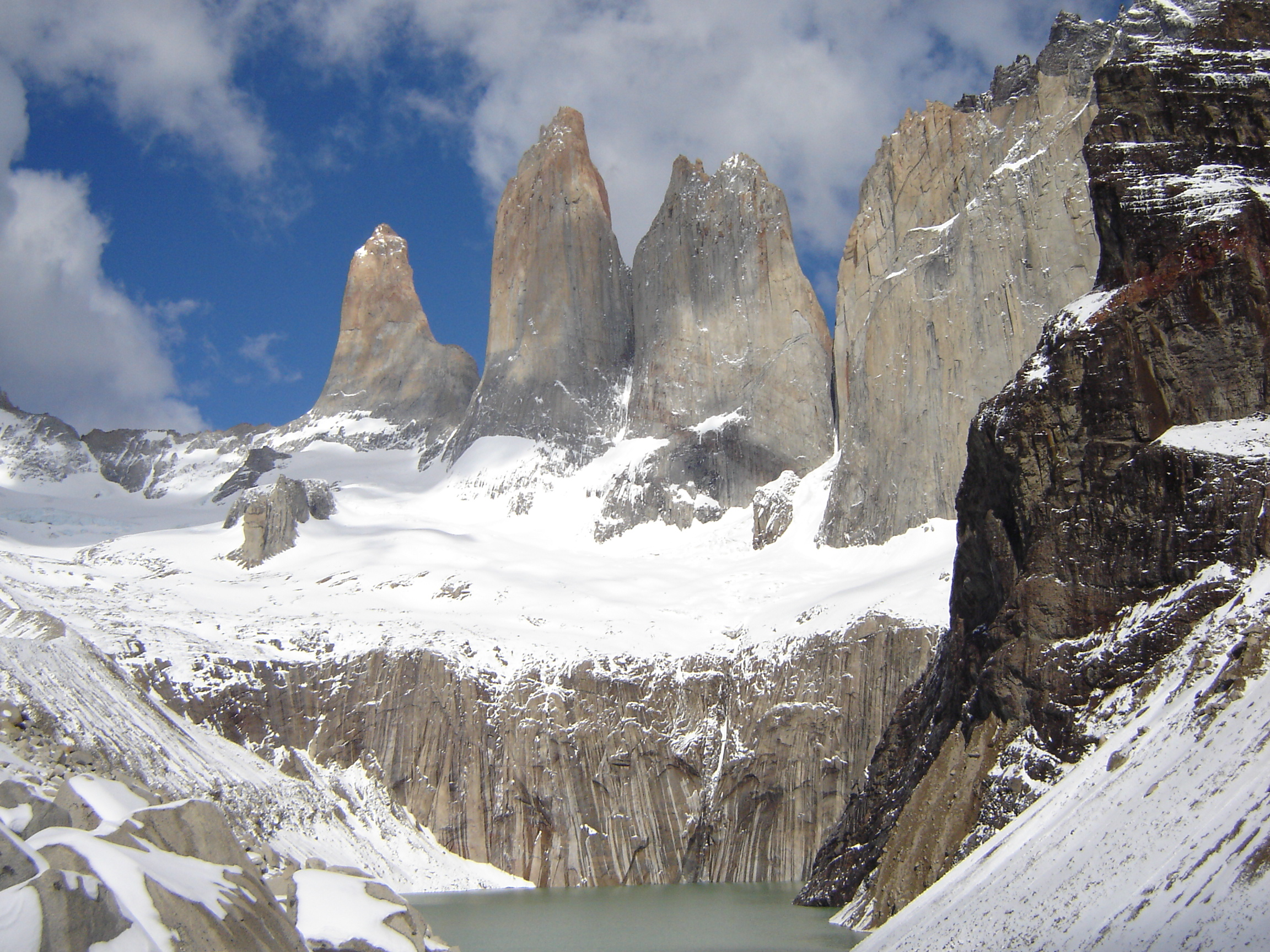
Las Torres del Paine se muestran en el reverso del billete de mil pesos.

Como conmemoración del bicentenario del país, el Banco Central de Chile comenzó en 2009 la producción de una nueva serie de papel moneda. El billete de mil pesos fue el último en ser presentado —en el año 2011—, y el más pequeño de la nueva familia, con un ancho de 120 mm y un largo de 70 mm.
Fabricado en polímero, el anverso del nuevo diseño se mantuvo al mismo personaje histórico, Ignacio Carrera Pinto, acompañado por un antú, representación mapuche del sol, y un corte transversal del corazón de un copihue, la flor nacional.
En el reverso se encuentran las Torres del Paine, un conjunto de macizos graníticos ubicados en el parque nacional del mismo nombre, en la Región de Magallanes y de la Antártica Chilena, en conjunto con dos guanacos, mamífero propio de América del Sur, que habita desde Perú a Tierra del Fuego.